# Tamir Pardo

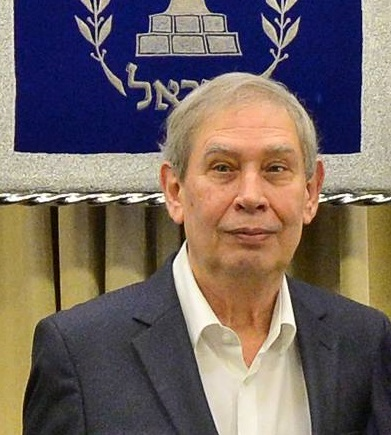
Tamir Pardo (2015)

Tamir Pardo (hebräisch תמיר פרדו; geboren 1953 in Israel) ist ein israelischer Offizier. Er war von 2010 bis 2015 Direktor des Auslandsgeheimdienstes Mossad.

## Leben
Er diente beim israelischen Militär als Verbindungsoffizier in der Spezialeinheit Sajeret Matkal. Während dieser Zeit war er an der Operation Entebbe unter Yonatan „Yoni“ Netanyahu, dem älteren Bruder des Ministerpräsidenten Benjamin Netanjahu, beteiligt. Bei dieser Operation wurde Yonatan getötet.
Nach seinem Militärdienst schloss sich Tamir 1980 dem Mossad an. Dort stieg er auf und wurde 1998 Chef der Geheimdienstabteilung Caesarea, die für elektronische Überwachung verantwortlich ist. Im Jahre 2002 wurde er von Meir Dagan zu seinen Stellvertreter ernannt. Pardo diente 2005 bei den israelischen Streitkräften (IDF), in die er seine speziellen Kenntnisse einbringen sollte. In dieser Zeit entließ Dagan seinen damaligen Stellvertreter und holte Pardo als seine Nummer 2 zurück, mit dem Versprechen, er werde die Leitung des Mossads bald übernehmen. In der Öffentlichkeit war nur sein Deckname „T“ bekannt. 2009 bekam er jedoch von Benjamin Netanjahu keine Zusage zu seiner Beförderung zum Direktor und somit ging er im Sommer 2009 in die Privatwirtschaft.
Nach Absagen von potenziellen Kandidaten für den Posten des Direktors des Mossads entschied sich Netanjahu für Tamir Pardo. Er wurde am 29. November 2010 vom israelischen Ministerpräsidenten Benjamin Netanjahu berufen und löste damit Meir Dagan ab, der den Mossad acht Jahre leitete.
2016 war Tamir Pardo Mitgründer des Cybersicherheitsunternehmens XM Cyber (kurz für: „Ex-Mossad-Cyber“), das seit 2021 zur Schwarz-Gruppe gehört.
Pardo ist verheiratet und hat zwei Kinder.

## Politische Stellungnahmen
Am 6. September 2023 sagte Pardo in einer Erklärung gegenüber Associated Press, dass Israel ein Apartheidsstaat sei: „Hier gibt es einen Apartheidsstaat. In einem Gebiet, in dem zwei Menschen nach zwei Rechtssystemen beurteilt werden, ist das ein Apartheidsstaat.“
Er sagte auch, dass er als Direktor des Mossad den israelisch-palästinensischen Konflikt als die größte Bedrohung für Israel ansah, und „warnte Netanjahu wiederholt, dass er über die Grenzen Israels entscheiden müsse, sonst riskiere er die Zerstörung eines Staates für die Juden.“